# San Antonio (Nowy Meksyk)
Abeytas – jednostka osadnicza w Stanach Zjednoczonych, w stanie Nowy Meksyk, w hrabstwie Socorro.